# Ateliers Germain
Pour les articles homonymes, voir Germain.
Les Ateliers Germain étaient une marque belge de motocyclettes, automobiles et de matériel ferroviaire créée en 1897 à Monceau-sur-Sambre près de Charleroi. La société a fabriqué des automobiles en partie sous licence au début du XXe siècle jusqu'à la Première Guerre mondiale après quoi elle s'est spécialisée sur la fabrication de matériel ferroviaire.
En 1964 elle fusionne avec la Société Anglo-Franco-Belge pour former les Etablissements Germain Anglo, qui ont disparu en 1968.

## Histoire

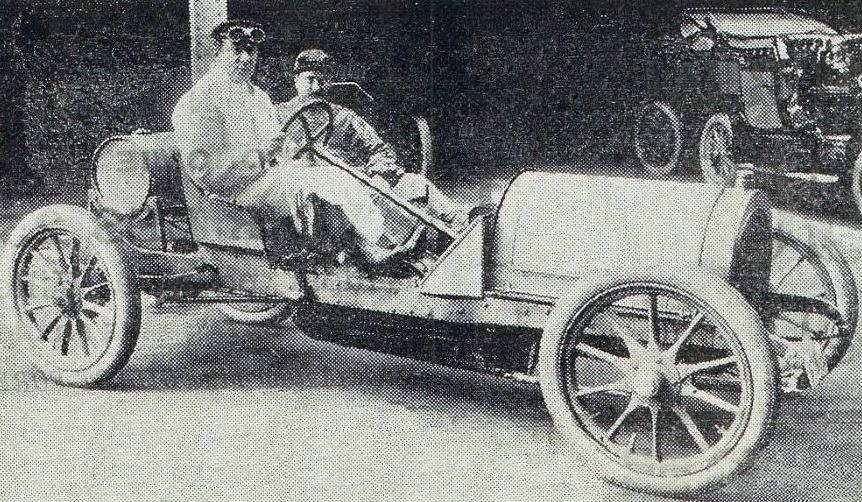
La voiture Germain au Grand Prix de l'ACF 1907.

Le 22 décembre 1845, Florent Dufour est autorisé à établir une fonderie de fer et une machine à vapeur destinée à activer cette fonderie. Elle fonctionne longtemps sous le nom Forges et ateliers de construction de Monceau-sur-Sambre, A.Germain.
Le 30 octobre 1897, la société est reprise par un groupe d'investisseurs notamment composé de Julien Dulait, Paul Dewandre, Arthur Gilliaux, etc. La nouvelle appellation est la Société des Ateliers Germain (Matériel de Chemins de Fer & Tramways, Voitures Automobiles), l'usine de fabrication étant située à Monceau-sur-Sambre. La société acquiert les licences belges de fabrication des moteurs Daimler-Phoenix et des automobiles Panhard-Levassor de la veuve d'Émile Levassor. À celles-ci, ajouteront les licences pour les voiturettes d'Elan, Renault, and Hardt. La société vend ses automobiles sous les appellations commerciales « Germain », « Panhard belges » et « Daimler belges ». Paul Dewandre devient président du conseil d'administration. En 1900, les ateliers Germain sont construits rue de Trazegnies sur l'élévation au-delà des établissements Zimmerman-Hanrez et Cie.
La production de la firme inclut les véhicules utilitaires tels qu'une camionnette de 500 kg, un camion de 5 tonnes et un autobus expérimental livré en 1903 à la Ville de Londres qui passe alors commande aux Ateliers Germain.
En 1903, les ateliers Germain présentent au Salon de l'automobile de Paris pour la première fois leurs propres produits. En 1905, le modèle Germain Chainless qui connaîtra de nombreux succès est mis le sur marché. En 1906, Germain fait participer ses automobiles aux Grand-Prix-autos. En 1906, la 14 ch. Chainless Standard enchaîne des victoires au Rallye-Ballon, à la Semaine automobile d'Ostende, à Spa et à Liedekerke. Cette même année, le prince et futur roi Albert Ier qui est passionné d'automobile fait l'acquisition d'une Germain Chainless. En 1907, la Germain Chainless obtient le diplôme d'honneur du Salon de l'automobile de Saint-Petersbourg et les ateliers Germain présentent 23 modèles d'automobiles au 6e Salon de l'automobile de Bruxelles. Jusqu'à la Première Guerre mondiale, Germain occupe une place dominante sur le marché automobile belge.

Pendant la Première Guerre mondiale, les chars d'assaut anglais capturés à la bataille de Cambrai sont réparés dans l'usine Germain et réemployés par les Allemands à la bataille de Saint-Quentin. La production d'automobile cesse après la Première Guerre mondiale et est remplacée par la construction de matériel ferroviaire tel que des wagons, automotrices et tramways. En 1964, la Société Germain fusionne avec la Société Anglo-Franco-Belge de La Croyère sous la dénomination d'Anglo-Germain. Elle survit difficilement jusqu'en 1967 alors que La Croyère ferme l'année suivante.

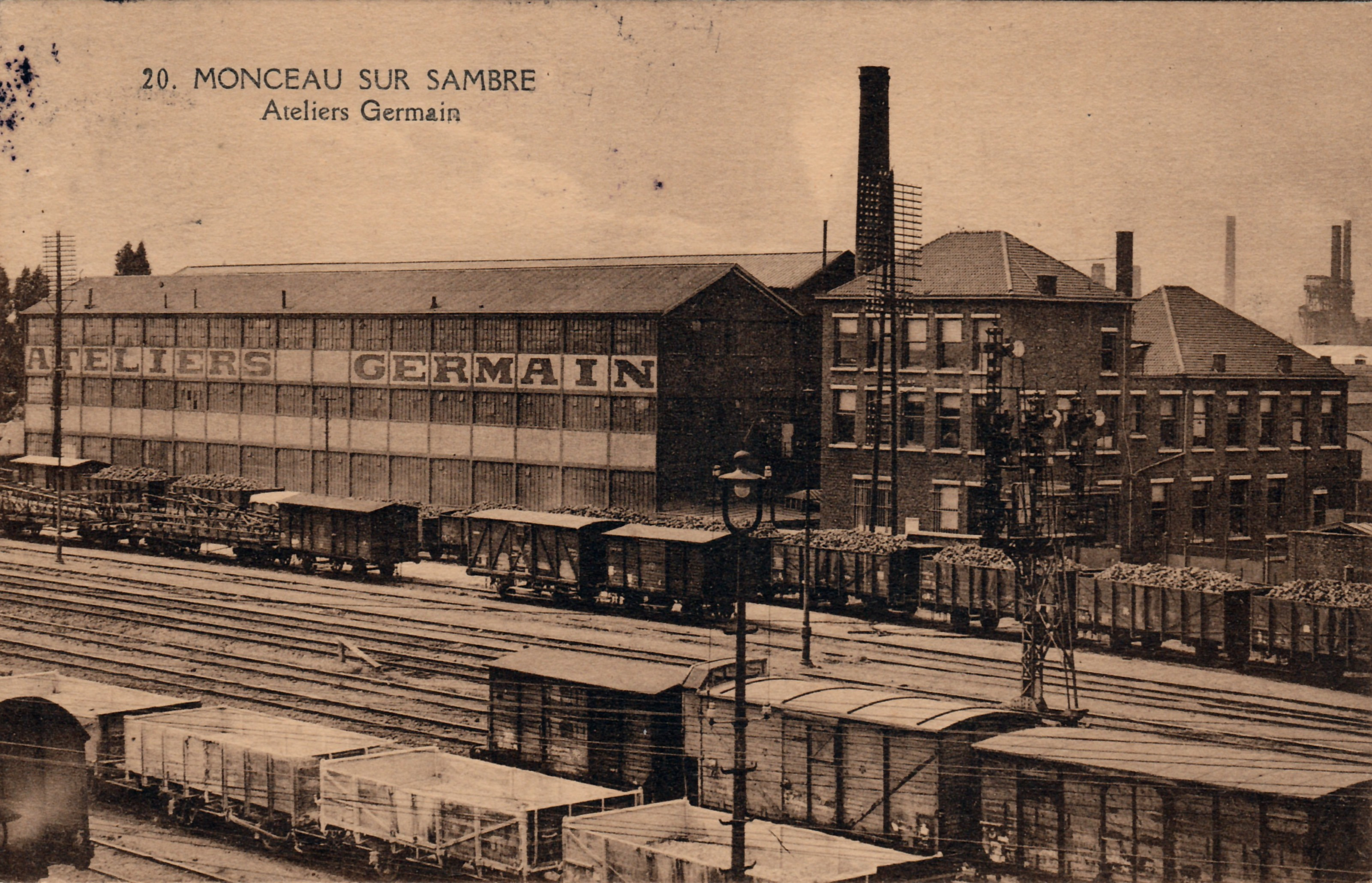
Les usines Germain à Monceau-sur-Sambre en 1925.
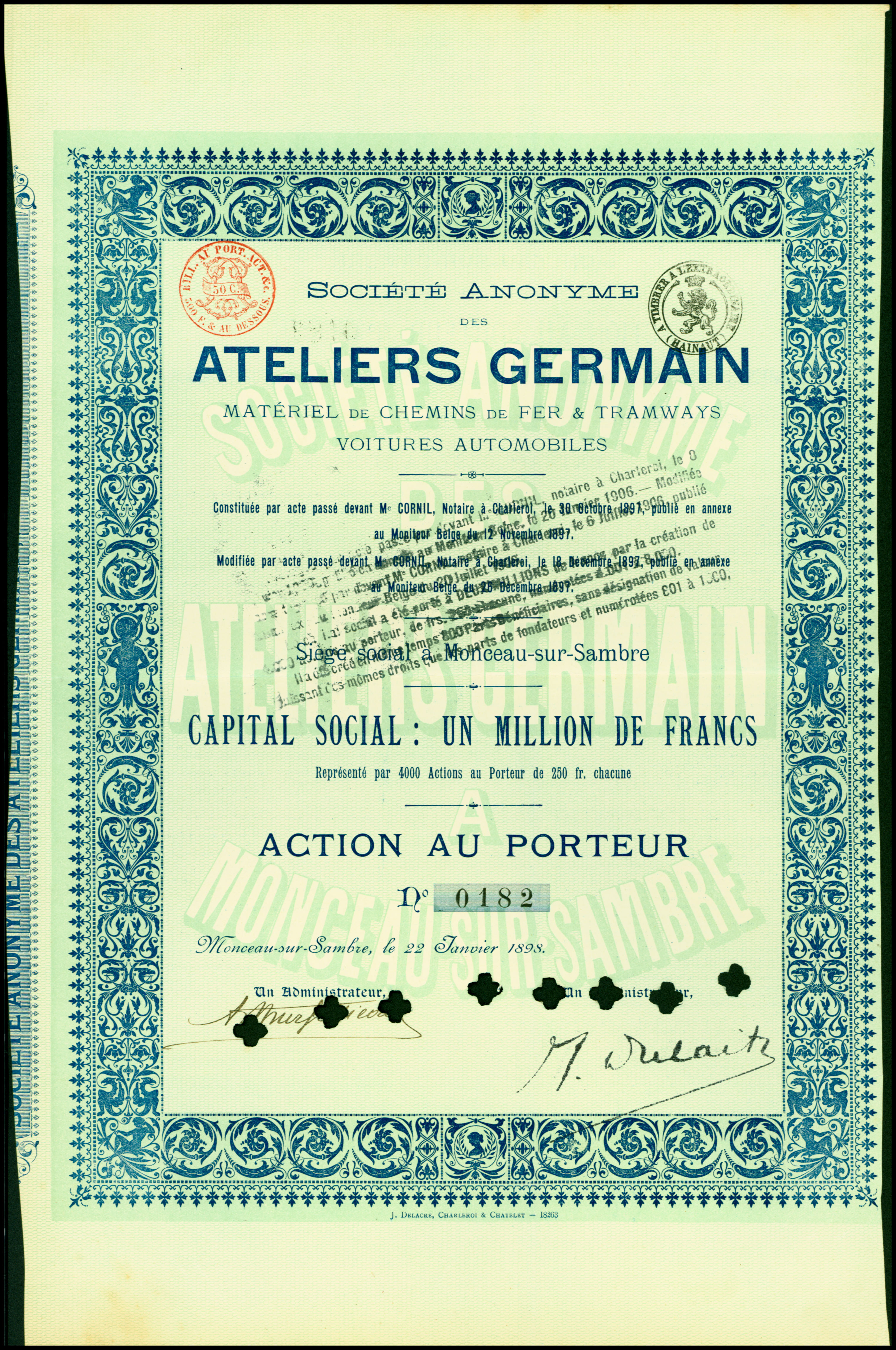
Action des Ateliers Germain (1898).
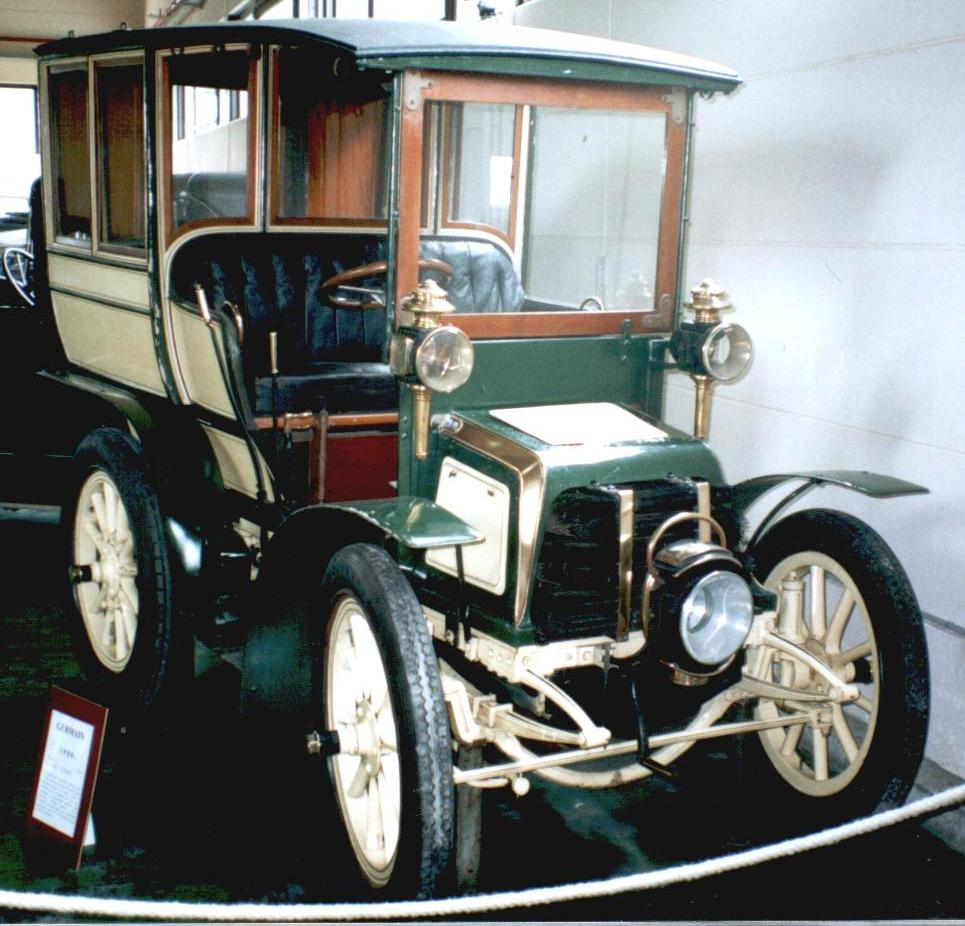
Automobile Germain 1900.
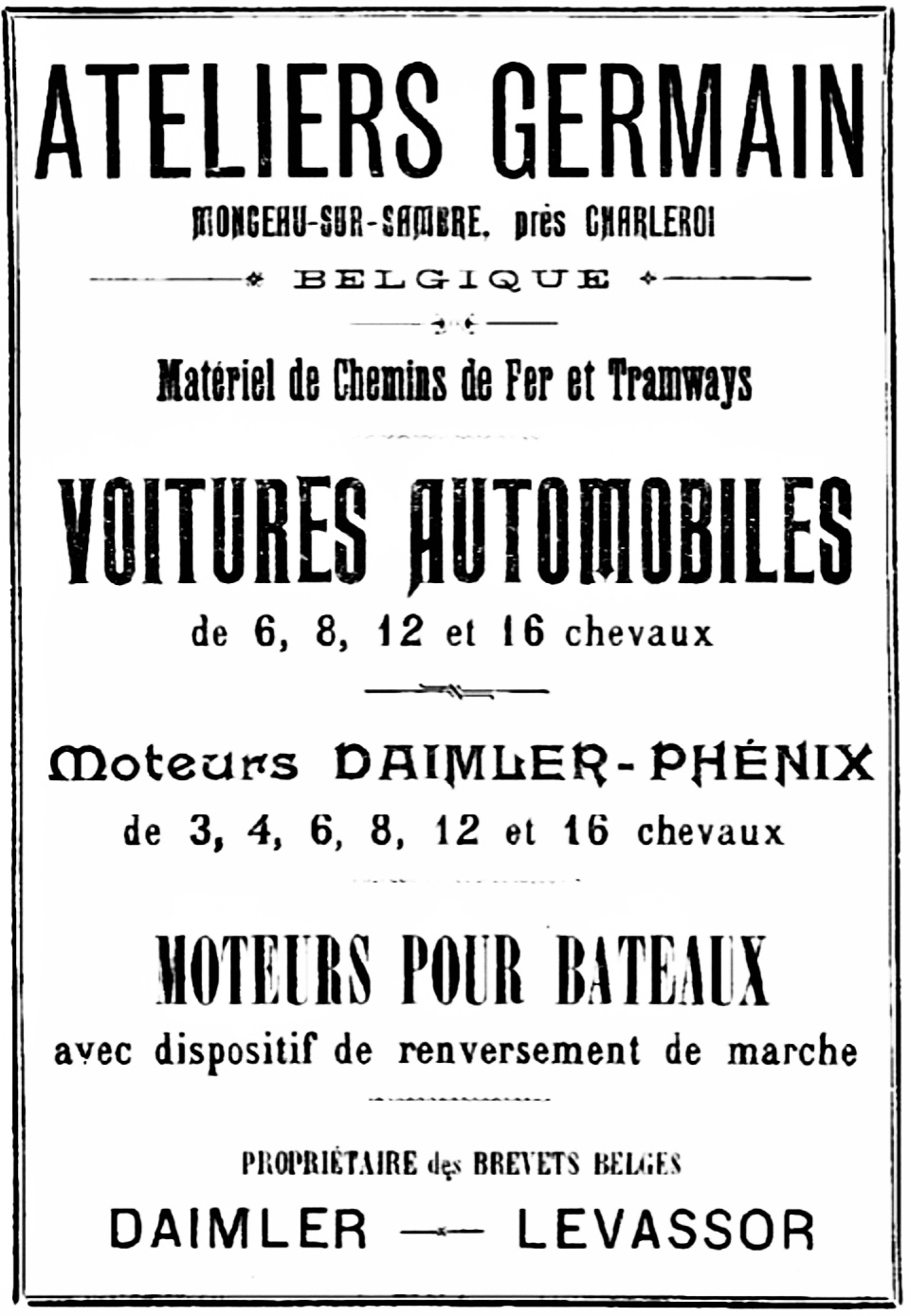
Ateliers Germain (1900).
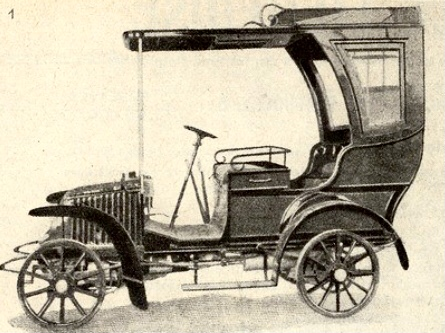
Automobile Germain 1903.
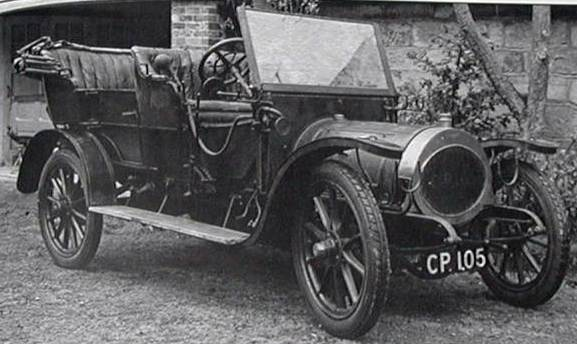
Automobile Germain Chainless 1905.
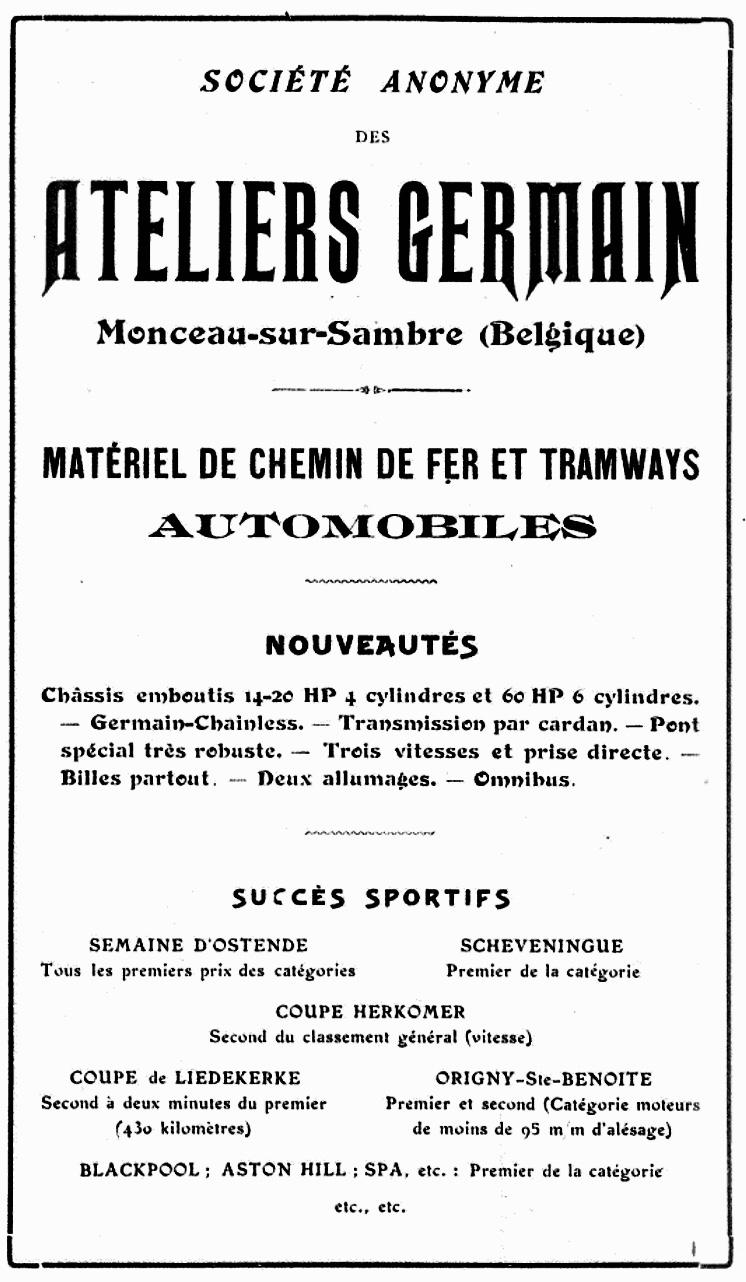
Germain (1907)
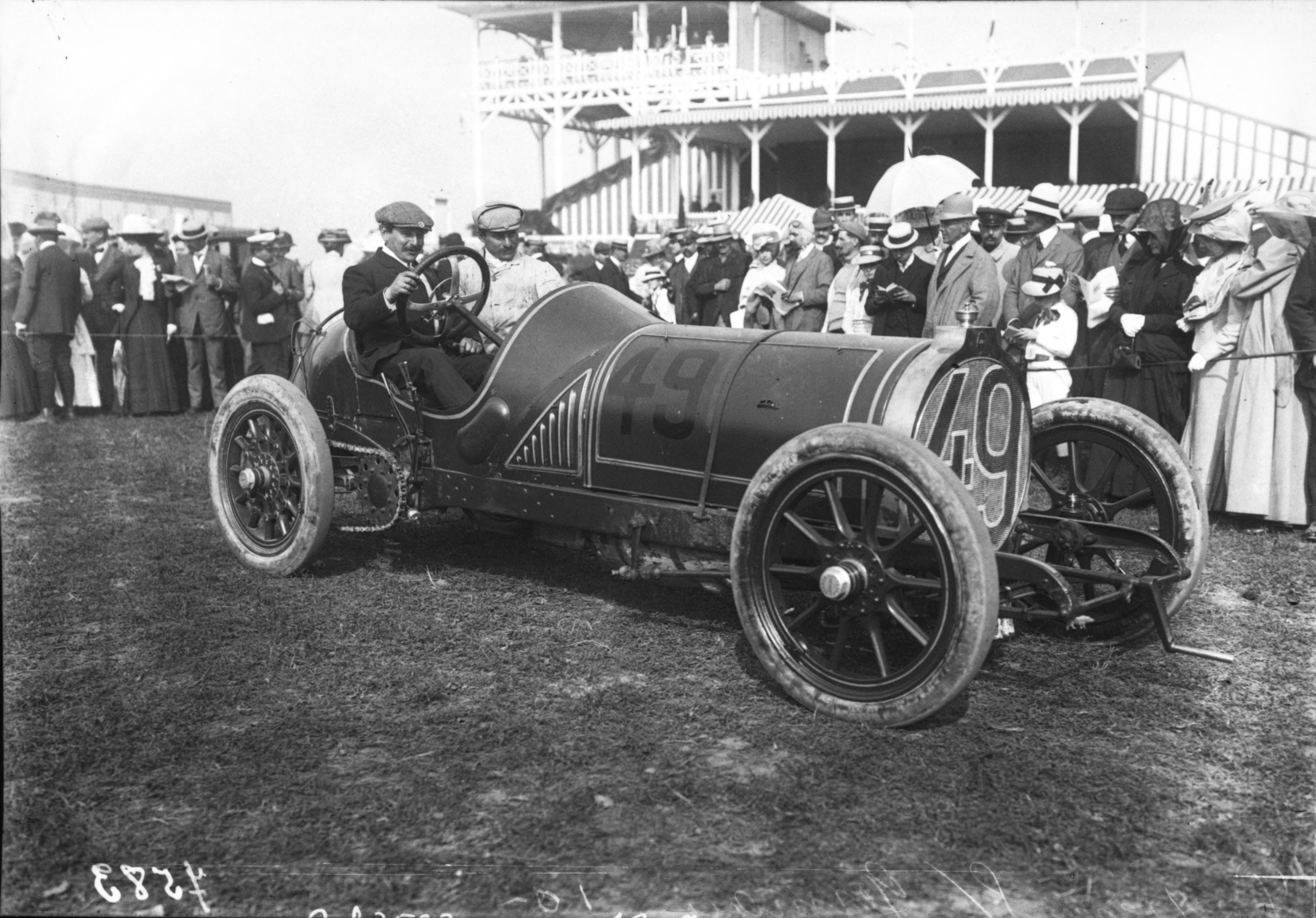
Automobile Germain 1908 au Grand Prix de Dieppe.
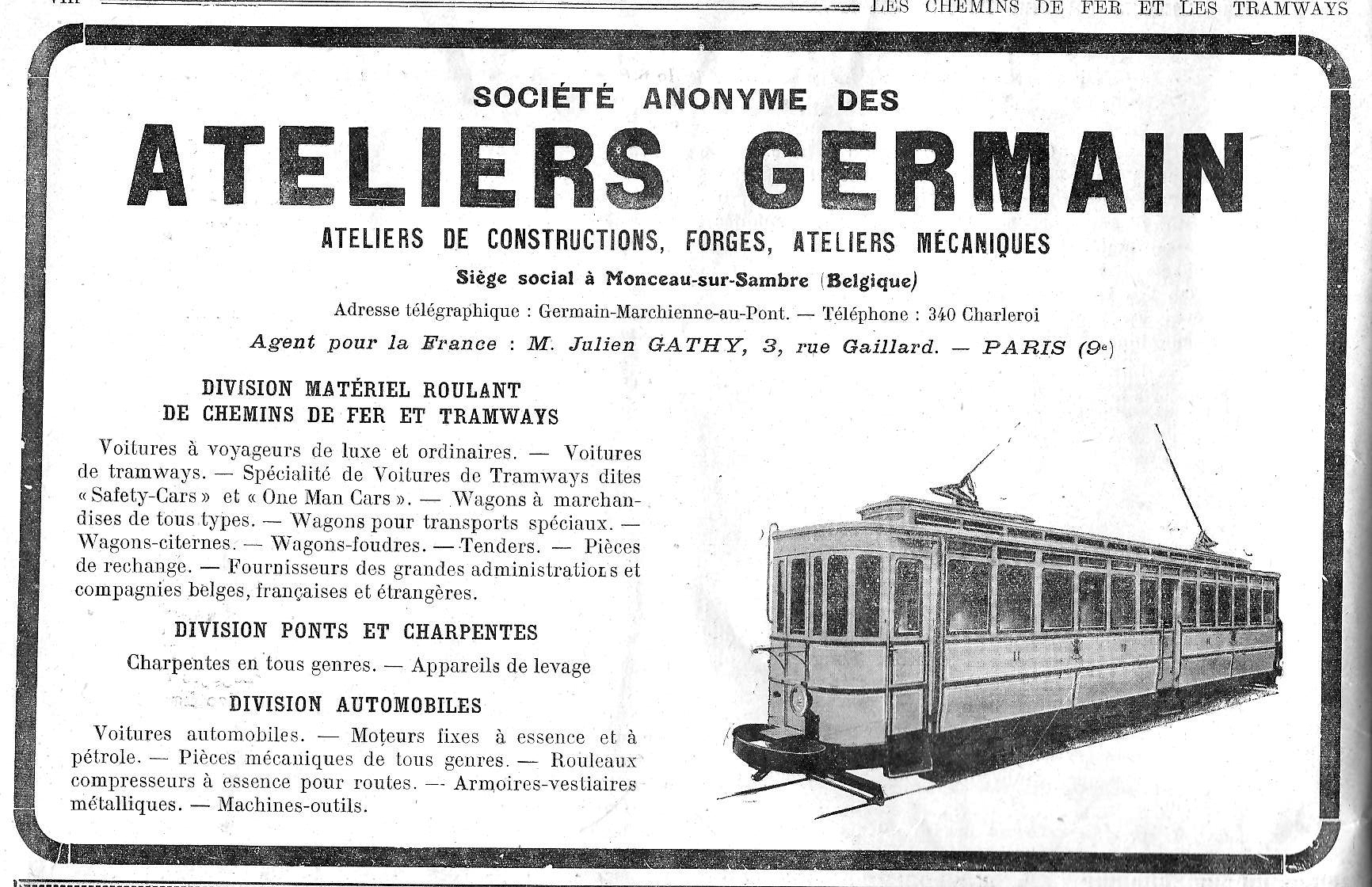
Tramway 1927
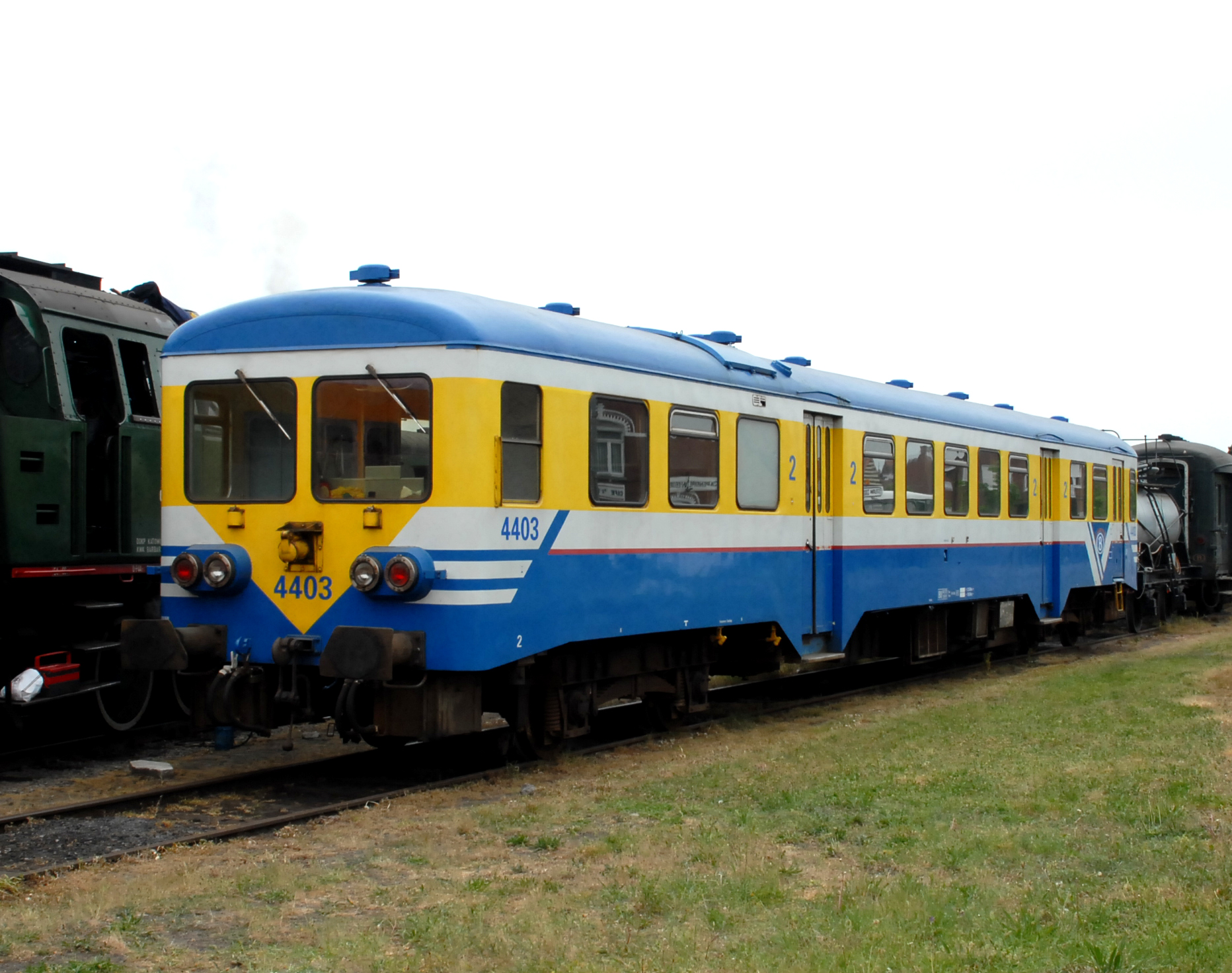
Ex-SNCB classe 44, construite en 1954.